# Eren Derdiyok
Eren Derdiyok (Basilea, 12 de junio de 1988) es un exfutbolista suizo-turco que jugaba de delantero.

## Trayectoria
Derdiyok nació en Suiza, aunque sus padres tienen proceden de Turquía, por lo que tiene las nacionalidade suiza y turca.
Empezó su carrera como futbolista en el BSC Young Boys, en la temporada 05-06, disputando 18 partidos de liga y marcando 10 goles.
En la temporada siguiente fichó por el FC Basel, equipo con el que ganó una Liga y 2 Copas de Suiza.
En la temporada 2009 fichó por el Bayer Leverkusen, en un traspaso que se cifró en 5 millones de euros.

## Selección nacional
Fue internacional con la selección de fútbol de Suiza en 60 ocasiones y marcó 11 goles con su selección.
Fue convocado para participar en la Eurocopa de Austria y Suiza de 2008, donde jugó los tres encuentros que su selección disputó en ese campeonato. Marcó un triplete en un encuentro amistoso contra la selección de Alemania, el 26 de mayo de 2012, sellando su victoria 5-3.

### Participaciones en Copas del Mundo
| Mundial                        | Sede      | Resultado      |
| ------------------------------ | --------- | -------------- |
| Copa Mundial de Fútbol de 2010 | Sudáfrica | Fase de grupos |

## Clubes
| Club                         | País       | Año       |
| ---------------------------- | ---------- | --------- |
| B. S. C. Old Boys            | Suiza      | 2004-2006 |
| F. C. Basilea                | Suiza      | 2006-2009 |
| Bayer 04 Leverkusen          | Alemania   | 2009-2012 |
| TSG 1899 Hoffenheim          | Alemania   | 2012-2014 |
| Bayer 04 Leverkusen (cedido) | Alemania   | 2013-2014 |
| Kasımpaşa S. K.              | Turquía    | 2014-2016 |
| Galatasaray S. K.            | Turquía    | 2016-2019 |
| Göztepe S. K.                | Turquía    | 2019-2020 |
| F. C. Pajtakor Tashkent      | Uzbekistán | 2020-2021 |
| Ankaragücü                   | Turquía    | 2021-2023 |
| F. C. Schaffhausen           | Suiza      | 2023-2024 |

## Palmarés

### Títulos nacionales
| Título               | Club              | País    | Año  |
| -------------------- | ----------------- | ------- | ---- |
| Copa de Suiza        | F. C. Basilea     | Suiza   | 2007 |
| Superliga de Suiza   | F. C. Basilea     | Suiza   | 2008 |
| Copa de Suiza        | F. C. Basilea     | Suiza   | 2008 |
| Supercopa de Turquía | Galatasaray S. K. | Turquía | 2016 |
| Superliga de Turquía | Galatasaray S. K. | Turquía | 2018 |
| Copa de Turquía      | Galatasaray S. K. | Turquía | 2019 |
| Superliga de Turquía | Galatasaray S. K. | Turquía | 2019 |